# Mergbot
Mergbot of os medullare is botweefsel dat onder invloed van oestrogenen afgezet wordt in de normaal botloze mergholte van een bot van vogels. Het is een tijdelijke calcium-voorraad die gebruikt wordt bij de eileg. Ook een gewone legkip en de struisvogel maken zulk bot aan. 
Er werd ook mergbot aangetroffen bij skeletten van de dinosauriër Tyrannosaurus. Dit is meteen een aanduiding dat het om een vrouwelijk skelet gaat.